# Чагай-I
„Чагай-I“ е името на серия от едновременни ядрени опити, проведени от Пакистан през 1998 г.
Името на операцията идва от мястото, където е проведена – окръг Чагай, провинция Белуджистан. Районът е посещаван често от пакистански учени след 1976 г. в търсене на подходящо място за ядрен опит.
В 3 часа и 16 минути пакистанско време на 28 май 1998 г. 5 ядрени заряда са взривени под планината Кох Камбаран, най-мощният от които е с тротилов еквивалент от 40 кт.